# Jugoslaviska partisaner

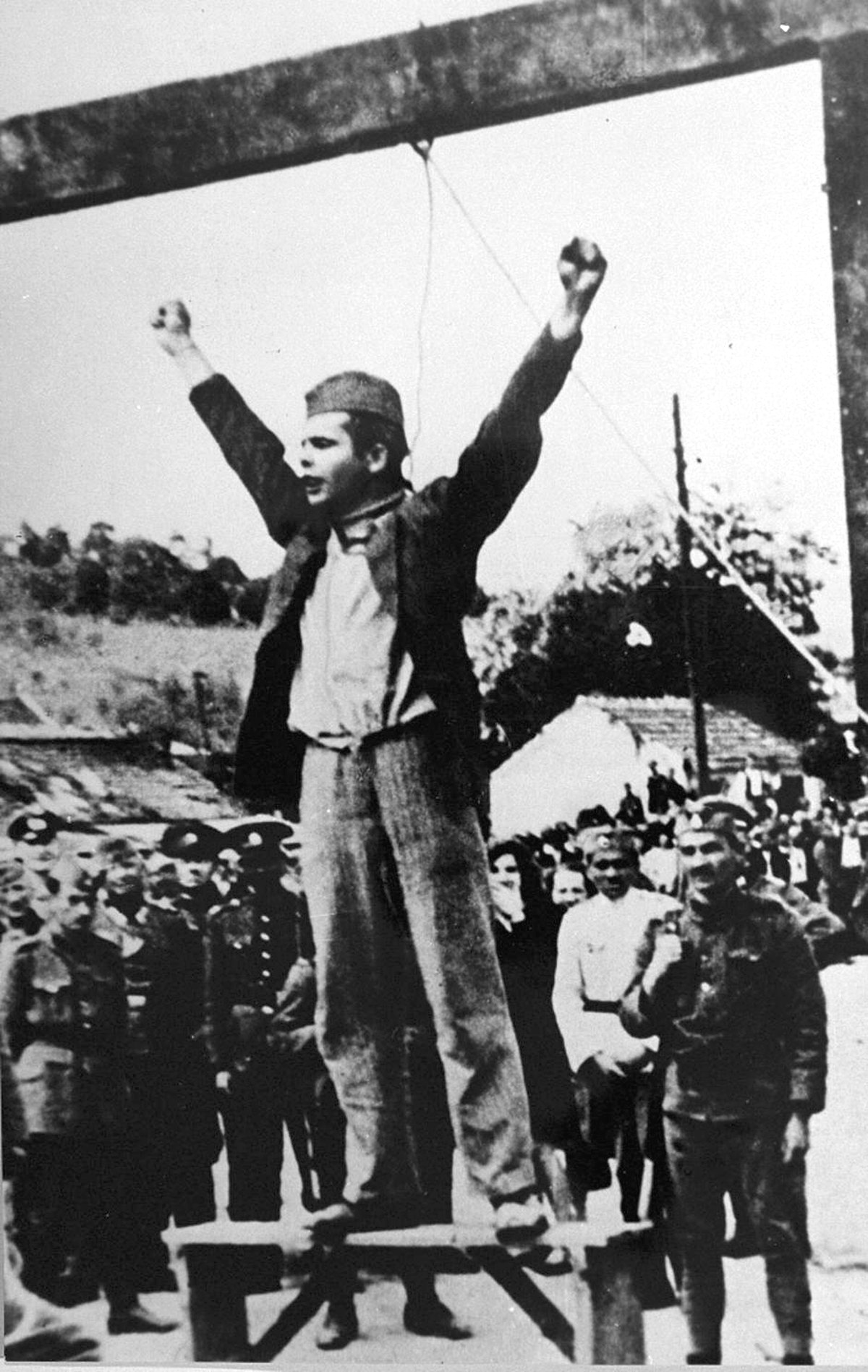
Partisanen Stjepan "Stevo" Filipović ropar partisanernas slagord "Död åt fascisterna, frihet åt folket" sekunderna innan han avrättades den 22 maj 1942 av serbiska styrkor lojala till ockupanterna i serbiska Valjevo.

De jugoslaviska partisanerna eller bara partisanerna (bosniska, kroatiska och slovenska: Partizani, montenegrinska och serbiska: Партизани/Partizani, makedonska: Партизани), officiellt namn Jugoslaviska folkets befrielsearmé och partisanska enheter ("NOV i POЈ"), var en kommunistledd gerilla eller motståndsrörelse i andra världskrigets Jugoslavien. Partisanerna var den militära grenen av koalitionen Jugoslaviska folkets befrielsefront (JNOF), vilken leddes av Jugoslaviens kommunistförbund (KJP). Partisanerna representerades av paraplyorganisationen AVNOJ (Antifascistiska rådet för jugoslaviska folkets befrielsefront), sedermera landets beslutande församling. Partisanernas ledare var sedan 1937 Josip Broz Tito, och deras mål var att etablera en socialistisk, sydslavisk stat genom att befria landet från axelmakternas ockupation och förtryck. Även partisanerna begick krigsförbrytelser, den mest kända är Bleiburgmassakern. 
Partisanerna blev senare den reguljära armén Jugoslaviska folkets armé.

## Bakgrund
Jugoslavien anfölls och blev ockuperade av axelmakterna Tyskland, Italien och Bulgarien i april 1941. Detta skedde några veckor efter att prinsregent Paul hade undertecknat Tremaktspakten, för vilken han blev arresterad och sänd i exil efter att han hade återvände till Belgrad. Jugoslavien hade därmed brutit sig ur pakten.

## Motståndet
Den 30 juli samma år blev de första angreppen från motståndsrörelsen märkbara nära berget Kopaonik vid Trepça. Partisanernas upprättade sitt huvudkvarter i Kopaonikbergen, i byn Stanulović. Lokalbefolkningen led under ockupationen då nazisterna ofta avrättade upp till 100 personer för varje dödad tysk soldat, något som ökade det folkliga stödet för partisanerna.

## Det andra motståndet
Četnikerna var monarkister i Serbien, Ustaša var fascister i Kroatien, medan partisanerna till stor del bestod av kommunister ur alla folkgrupper. Mot den nazistiska ockupationsmakten och dess kollaboratörer (Ustaša) stod två krafter, partisanerna och četnikerna. Četnikerna var resterna av den gamla armén under ledning av överste Draža Mihailović, en serbisk nationalist och antikommunist. Av de som flydde från den tyskkontrollerade statens förtryck och den nationalistiska aggressionen, slöt sig många samman med partisanerna. Partisanerna sade sig vilja skapa tolerans mellan folkslagen. Deras motto var "broderskap och enighet". När partisanerna blev den jugoslaviska befrielsearmén, fick četnikerna order om att förena sig med denna, men många, inklusive Mihailović, vägrade. De flesta av dem ställdes inför rätta för förräderi och avrättades.

## En reguljär armé
De första tre åren kämpade partisanerna som en gerillarörelse, men efter första halvåret 1944 organiserade de 800 000 män och kvinnor i den reguljära armé som bildats som Jugoslaviska folkets armé och leddes av Tito. När Italien kapitulerade 1943 kunde partisanerna erövra stora områden i Istrien, Kvarner samt delar av Dalmatien (Zadar). 
De allierade stöttade ursprungligen det jugoslaviska kungahuset och den armé som var det troget - četnici. Efter Teherankonferensen bytte man sida och stödde partisanerna. Under konferensen utlovade Stalin Sovjetunionens, USA:s och Storbritanniens stöd till strategiska huvudlinjer. Roosevelt och Churchill lovade att stödja partisanerna med material och kommandooperationer. Därmed blev partisanerna 1944 en reguljär armé och Jugoslaviens officiella försvarsstyrka. I krigets slutskede tog partisanerna hämnd på kroatiska fascister, slovenska vitgardister och deras familjer i vad som kom att kallas Bleiburgmassakern.